# سانتا باربارا (شیلی)
سانتا باربارا (به اسپانیایی: Santa Bárbara) یک شهر و شهرستان در شیلی است که در استان بیوبیو واقع شده‌است. سانتا باربارا ۱٬۲۵۴٫۹ کیلومتر مربع مساحت و ۱۳٬۴۰۵ نفر جمعیت دارد و ۲۲۲ متر بالاتر از سطح دریا واقع شده‌است.